# Église Saint-Laurent de Saint-Laurent-la-Roche
Pour les articles homonymes, voir Église Saint-Laurent et Saint-Laurent.
L'église Saint-Laurent est une église catholique située à Saint-Laurent-la-Roche dans la commune de La Chailleuse, en France.

## Localisation
L'église est située dans le département français du Jura, sur la commune de Saint-Laurent-la-Roche.

## Historique
L'édifice est classé au titre des monuments historiques en 1990.